# District d'Al-Sanamayn
Le district d'al-Sanamayn (en arabe : منطقة الصنمين (manṭiqat ālṣnmyn)) est l'un des trois districts du Gouvernorat de Deraa, situé dans le sud de la Syrie ; son centre administratif est la ville d'al-Sanamayn. D'après le Bureau central des statistiques syrien, sa population était de 167 993 habitants en 2004.

## Sous-districts
Le district d'al-Sanamayn est divisé en trois sous-districts (ou nahiés), (population en 2004) :
| Nom               | Nom en arabe  | Population | Code     |
| ----------------- | ------------- | ---------- | -------- |
| Nahié al-Sanamayn | ناحية الصنمين | 113 316    | SY120200 |
| Nahié al-Masmiyah | ناحية المسمية | 8 773      | SY120201 |
| Nahié Ghabaghib   | ناحية غباغب   | 45 793     | SY120202 |